# Quảng trường Nueva (Vitoria)
Quảng trường Nueva (Tiếng Tây Ban Nha: Plaza Nueva) là một quảng trường nằm ở Vitoria, Tây Ban Nha, Tây Ban Nha. Quảng trường này được công nhận là Bien de Interés Cultural vào năm 1984.